# Saint-Aubin-du-Thenney
Saint-Aubin-du-Thenney é uma comuna francesa na região administrativa da Normandia, no departamento de Eure. Estende-se por uma área de 14,29 km². Em 2010 a comuna tinha 377 habitantes (densidade: 26,4 hab./km²).